# Östra Kjolsjön
Östra Kjolsjön är en sjö i Åre kommun i Jämtland och ingår i Indalsälvens huvudavrinningsområde. Sjön har en area på 2,14 kvadratkilometer och ligger 488,1 meter över havet. Sjön avvattnas av vattendraget Öster-Kjolån.

## Delavrinningsområde
Östra Kjolsjön ingår i det delavrinningsområde (705715-135124) som SMHI kallar för Utloppet av Östra Kjolsjön. Medelhöjden är 578 meter över havet och ytan är 19,79 kvadratkilometer. Räknas de 6 avrinningsområdena uppströms in blir den ackumulerade arean 39,87 kvadratkilometer. Öster-Kjolån som avvattnar avrinningsområdet har biflödesordning 2, vilket innebär att vattnet flödar genom totalt 2 vattendrag innan det når havet efter 337 kilometer. Avrinningsområdet består mestadels av skog (63 procent) och kalfjäll (15 procent). Avrinningsområdet har 2,17 kvadratkilometer vattenytor vilket ger det en sjöprocent på 10,9 procent.